# 永田川 (鹿児島市)
永田川（ながたがわ 英語: Nagata River）は、鹿児島県鹿児島市春山町から同市東開町に流れる永田川水系の本流で、二級河川。

## 概要
春山町に源流がありしばらく北上する。その後五ヶ別府町付近で流路を南東に変え、中山町で、山之田川、滝之下川と合流する。その後、鹿児島市南部にある谷山市街地を貫流し、鹿児島湾に注ぐ。河口付近は人口埋立による臨海工業地域となっている。以前は永田川の河口付近を相原川と呼び、海岸一帯を相原ノ浜（現在の産業道路より谷山側にあった）とされていた。

## 流域の自治体
鹿児島県
- 鹿児島市

## 並行する交通

### 道路
- 鹿児島県道35号永吉入佐鹿児島線
- 鹿児島県道210号小山田谷山線

## 流域の施設
- 指宿スカイライン山田IC
- 鹿児島市立谷山北中学校
- 鹿児島市立中山小学校
- JR谷山駅
- 鹿児島情報高等学校

## 参考資料
- 『角川日本地名大辞典46鹿児島県』角川書店。